# Teixeira (Paraíba)
Teixeira is een gemeente in de Braziliaanse deelstaat Paraíba. De gemeente telt 14.177 inwoners (schatting 2009).